# Euchrysops tiressa
Euchrysops tiressa är en fjärilsart som beskrevs av Karsch 1895. Euchrysops tiressa ingår i släktet Euchrysops och familjen juvelvingar. Inga underarter finns listade i Catalogue of Life.